# Cyrille Vladimirovitch de Russie
Succession
Prétendant au trône de Russie
31 août 1924 – 12 octobre 1938
(14 ans, 1 mois et 11 jours)
Cyrille Vladimirovitch de Russie (en russe : Кирилл Владимирович Романов, Kirill Vladimirovitch Romanov) est un prince russe, né le 12 octobre 1876 à Tsarskoïe Selo, mort le 12 octobre 1938 à Neuilly-sur-Seine (Seine).
Il fut grand-duc de Russie, membre de la maison de Holstein-Gottorp-Romanov, kontr-admiral dans la marine impériale de Russie. Il se proclama en 1924 chef de la maison impériale de Russie.

## Famille
Fils du grand-duc Vladimir Alexandrovitch et de la grande-duchesse Maria Pavlovna, née duchesse de Mecklembourg-Schwerin, il naît au palais de Tsarkoïe Selo.

### Mariage et descendance
Le 8 octobre 1905, Cyrille Vladimirovitch de Russie épousa sa cousine Victoria Mélita de Saxe-Cobourg-Gotha (1876-1936), (fille d'Alfred de Saxe-Cobourg-Gotha et de Marie Alexandrovna de Russie).
De cette union naquirent trois enfants :
- Maria Kyrillovna (1907-1951), princesse titulaire de Linange ;
- Kira Kyrillovna (1909-1967), impératrice titulaire d'Allemagne et reine titulaire de Prusse ;
- Vladimir Kirillovitch (1917-1992).

## Biographie
Le grand-duc Kirill Vladimirovitch de Russie poursuivit ses études au Corps Cadets de la Marine (1896) puis à l'Académie navale de Nikolaïev.

### Carrière militaire
Incorporé dans les équipages de la Garde, il navigua à bord du croiseur Russie (1897-1898), de l'Amiral général (1899), du cuirassé Rostislav (1900), du cuirassé Perevest (1901-1902). Entre 1902 et 1903, en qualité d'officier supérieur, le grand-duc Kirill Vladimirovitch de Russie servit sur le cuirassé Amiral Nakhimov. Le 9 mars 1904, il fut nommé au poste de chef d'état-major naval de la flotte du Pacifique.

#### Guerre russo-japonaise
Cyrille Vladimirovitch Romanov participa à la Guerre russo-japonaise (1904-1905). Le grand-duc servit sur le cuirassé Petropavlovsk, le 13 avril 1904, le bâtiment heurta une mine au large de Port-Arthur, le navire fit naufrage avec un grand nombre de membres d'équipage, y compris l'amiral Makarov, Cyrille Vladimirovitch Romanov échappa de peu à la mort, il fut grièvement brûlé et blessé au dos. Il participa à la bataille de Tsoushima les 14 et 15 mai 1905. Souffrant de ses blessures et du syndrome du trouble de stress post-traumatique, il fut réformé.
Du 14 septembre 1909 à 1912, le grand-duc Cyrille reçut le commandement du croiseur Oleg. En 1913, il reçut le commandement des équipages de marine et en 1914, il occupa un poste au commandement suprême de l'armée impériale de Russie, en 1915, commandant de la Garde.

### Mariage du grand-duc Cyrille Vladimirovitch de Russie

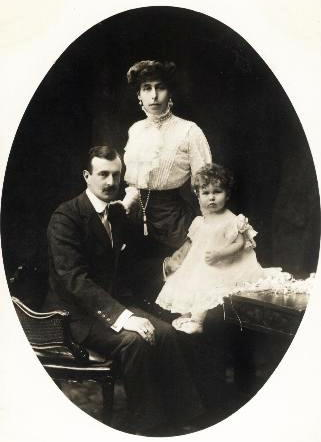
Cyrille Vladimirovitch de Russie, sa femme Victoria Mélita de Saxe-Cobourg-Gotha, et sa fille Maria Kyrillovna.

Le 8 octobre 1905, Cyrille Vladimirovitch de Russie épousa sa cousine Victoria Melita de Saxe-Cobourg-Gotha, cette union fit grand scandale dans toutes les Cours royales européennes, en raison du divorce de la princesse le 21 décembre 1901. La princesse Victoria Melita était une petite-fille de la reine Victoria du Royaume-Uni. À ce titre, elle était une très proche parente de toutes les têtes couronnées d'Europe entre autres le roi d'Angleterre, le roi d'Espagne, le roi de Norvège, le Kaiser allemand et le tsar de Russie. Son ex-époux, le grand-duc Ernest Louis de Hesse-Darmstadt était le frère de la tsarine Alexandra Feodorovna, l'épouse de Nicolas II de Russie. La tsarine n'aima jamais sa belle-sœur, à la Cour de Russie, l'impératrice se mit à la tête des opposants au mariage de Cyrille Vladimirovitch de Russie. Peu de temps après son retour en Russie, le grand-duc se vit retirer ses titres impériaux.
Cependant après plusieurs décès dans la famille, la maladie du tsarévitch - qui serait certainement incapable de régner -  et le mariage morganatique du grand-duc Michel Alexandrovitch de Russie, frère et héritier potentiel du trône, Nicolas II de Russie revint sur sa décision. Il accepta de rendre à Cyrille Vladimirovitch de Russie ses titres impériaux et son rang dans la ligne de succession au trône de Russie. Victoria Melita de Saxe-Cobourg-Gotha rentra en grâce à la Cour impériale de Russie, le tsar lui accorda le titre de grande-duchesse de Russie, elle fut titrée Son Altesse Impériale la grande-duchesse Victoria Feodorovna.

### Larévolution de février

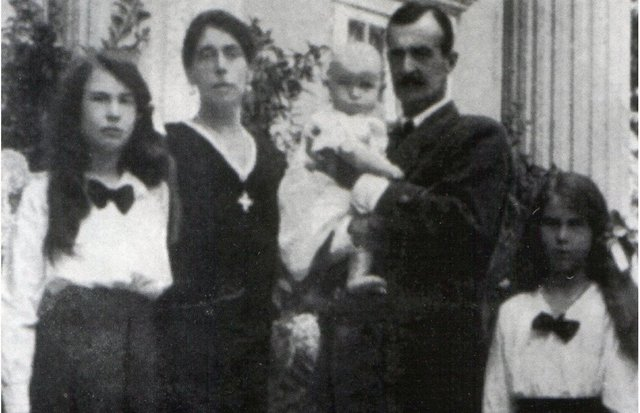
Cyrille, son épouse et leurs trois enfants.

Cyrille Vladimirovitch de Russie fut le premier membre de la famille impériale à rompre le serment de fidélité qu’il prêta à son cousin le tsar Nicolas II de Russie. Portant une chemise rouge de révolutionnaire sous son uniforme, il commanda le régiment de la Garde qui investit le palais de Tauride où siégeait la Douma et apporta soutien à celle-ci, Certains membres de la famille impériale lui reprochèrent ce geste jusqu’à nos jours. Lorsque la mort de la famille impériale fut confirmée, le droit d’aînesse lui revenant, le reste de la famille ne le reconnut pas comme héritier légitime du trône de Russie. En 1917, Victoria Mélita de Saxe-Cobourg-Gotha parvint à obtenir des sauf-conduits de Kerensky. Le grand-duc prit la fuite avec son épouse enceinte de Vladimir Kirillovitch, les bijoux cachés dans les doublures des fourrures que portait la grande-duchesse. Ils s’installèrent pour quelque temps en Finlande

## L’exil

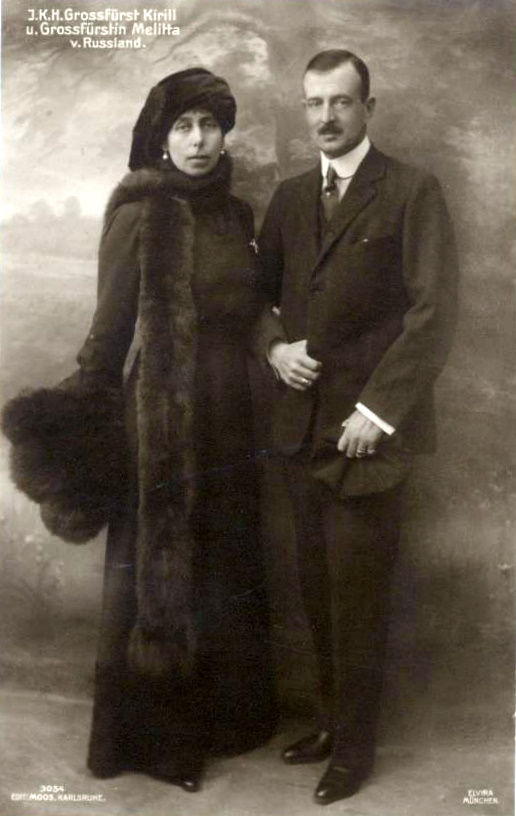
Le grand-duc Cyrille Vladimirovitch de Russie et son épouse Victoria Melita de Saxe-Cobourg-Gotha.

En exil, Cyrille Vladimirovitch de Russie reçut l’appui de certains émigrés russes se disant « légitimistes ». Les adversaires du grand-duc revendiquaient la convocation d’un Zemski sobor afin de désigner le nouveau monarque de Russie.

### L’organisation Mladorossi
Cyrille Vladimirovtich de Russie trouva son meilleur soutien auprès d'un groupe de légitimistes connu sous le nom de Mladorossi (groupe politique monarchiste de Russes émigrés), cette organisation fut fortement influencée par le fascisme, même si elle fut éloignée des autres mouvements fascistes. Progressivement, l’organisation Mladorossi montra des sympathies pro-soviétiques, Elle fit valoir la possibilité d'une coexistence pacifique de la monarchie et du système bolchevik soviétique (selon leur slogan « tsar et Soviets »). La méfiance du grand-duc Cyrille à l’encontre de l'organisation monarchiste s’installa, en particulier lorsqu’il apprit l’entrevue du fondateur de l’organisation, Alexandre Kazen-Bek, avec un agent de la Guépéou. Le grand-duc accepta la démission volontaire d’Alexandre Kazen-Bek. Son fils, Vladimir Kirillovitch de Russie continua à maintenir des liens avec l’organisation monarchiste pendant toute la durée de la Seconde Guerre mondiale.

### L’exil en France
Le grand-duc Cyrille Vladimirovitch et son épouse trouvèrent refuge à Cobourg en Allemagne. En 1920, ils s'installèrent en France, à Saint-Briac où le grand-duc s’occupa du courrier provenant de Russes exilés et disséminés dans le monde entier. Il envoya des messages à tous ces exilés qui espéraient beaucoup de lui. Par respect pour la douleur de l’impératrice douairière Marie Féodorovna (née Dagmar du Danemark), aucun membre de la famille n'osait affirmer la mort du tsar Nicolas II, de son fils ou de son frère Michel. Aucun membre de la dynastie n'osait évoquer une quelconque succession au trône impérial avant le décès de l'impératrice douairière septuagénaire.
Installé en Bretagne, le grand-duc Kyrill Vladimirovitch se proclama empereur de toutes les Russies (1924) et tint sa cour dans ce petit village breton de Saint-Briac près de Dinard. Jusqu’à sa mort qui survint en 1928, l'impératrice douairière refusa de reconnaître le titre porté par son neveu.

### Décès et inhumation
Cyrille Vladimirovitch de Russie décéda le 12 octobre 1938 à Neuilly, son décès fut causé par une maladie des jambes, due à ses blessures lors du naufrage du Petropavlovsk. Il fut inhumé à Cobourg aux côtés de son épouse dans le caveau des ducs de Saxe-Cobourg-Gotha.

### Transfert en Russie
Le 7 mars 1995, sa belle-fille, la grande-duchesse Vladimir, née Léonida Georgievna Bagration-Moukhranski, fit transférer ses restes et ceux de son épouse au mausolée grand-ducal à Saint-Pétersbourg près de leur fils décédé trois ans plus tôt.

## Généalogie
Cyrille Vladimirovitch de Russie appartient à la première branche de la maison d'Oldenbourg-Russie (Holstein-Gottorp-Romanov), issue de la première branche de la maison Holstein-Gottorp, elle-même issue de la première branche de la maison d'Oldenbourg. Il est l'ascendant du prince Georgui de Russie.